# 奧沙美·沙拉奧爾
奧沙美·沙拉奧爾 （阿拉伯语：أسامة الصحراوي；2001年6月11日—）是一名挪威職業足球員，司職左翼，現時效力法甲球會里爾，曾代表挪威國家足球隊參與國際賽事，現代表摩洛哥國家足球隊。

## 球會生涯

### 華拉倫加
沙拉奧爾在出生地奥斯陆的球會Hauketo IF開始足球生涯，並在2014年加入華拉倫加的青訓學院。2019年5月，他與華拉倫加簽下一紙職業合約。
2020年6月21日，他在對陣的比賽中上演職業生涯地標戰，並在一次攻勢中被對方防守球員在禁區內侵犯，為球隊博得十二碼。而華拉倫加則憑該十二碼扳平比數，並最終以2–2逼和對手。同年7月，沙拉奧爾與球會達成協議，續約至2023年。同月26日，他在對陣的比賽中射入職業生涯首個入球，協助球隊以2–0勝出。
2022年9月4日，沙拉奧爾在對陣的打吡戰中梅開二度，令華拉倫加以3–1擊敗宿敵。

### 海倫芬
2023年1月31日，荷甲球會海倫芬宣布簽入沙拉奧爾，他簽下一紙為期三年半的合約。同年2月4日，他在對陣烏德勒支的1–0敗仗中上演地標戰。

## 國家隊生涯
沙拉奧爾是摩洛哥裔挪威人，他曾參與摩洛哥青年國家隊的集訓。
2021年10月8日，沙拉奧爾在對陣克羅地亞的比賽中首次為挪威U21上陣。
2023年8月，沙拉奧爾首次獲挪威國家隊徵召。同年9月7日，他在對陣約旦的熱身賽中上演國家隊地標戰，於比賽第73分鐘後備入替。

## 個人生活
沙拉奧爾的叔叔Mohammed Fellah是已退役職業足球員。

## 生涯統計

### 球會
最後更新：2024年5月19日
| 效力球會     | 球季     | 聯賽     | 聯賽 | 聯賽 | 國家盃賽 | 國家盃賽 | 洲際賽事 | 洲際賽事 | 總計 | 總計 |
| 效力球會     | 球季     | 聯賽     | 上陣 | 入球 | 上陣     | 入球     | 上陣     | 入球     | 上陣 | 入球 |
| ------------ | -------- | -------- | ---- | ---- | -------- | -------- | -------- | -------- | ---- | ---- |
| 華拉倫加二隊 | 2018     | 挪乙     | 10   | 0    | 0        | 0        | –        | –        | 10   | 0    |
| 華拉倫加     | 2020     | 挪超     | 28   | 5    | 0        | 0        | –        | –        | 28   | 5    |
| 華拉倫加     | 2021     | 挪超     | 27   | 2    | 3        | 0        | 2        | 0        | 32   | 2    |
| 華拉倫加     | 2022     | 挪超     | 25   | 6    | 2        | 0        | –        | –        | 27   | 6    |
| 華拉倫加     | 總計     | 總計     | 80   | 13   | 5        | 0        | 2        | 0        | 87   | 13   |
| 海倫芬       | 2022–23  | 荷甲     | 17   | 1    | 2        | 0        | –        | –        | 19   | 1    |
| 海倫芬       | 2023–24  | 荷甲     | 32   | 8    | 1        | 0        | –        | –        | 33   | 8    |
| 海倫芬       | 總計     | 總計     | 49   | 9    | 3        | 0        | –        | –        | 39   | 6    |
| 生涯總計     | 生涯總計 | 生涯總計 | 139  | 22   | 5        | 0        | 2        | 0        | 149  | 22   |

### 國家隊
最後更新：2023年9月7日
| 代表國家隊 | 年份 | 上陣 | 入球 |
| ---------- | ---- | ---- | ---- |
| 挪威       | 2023 | 1    | 0    |
| 總計       | 總計 | 1    | 0    |